# 姆乡
姆乡（藏語：སྨོན་），是中华人民共和国西藏自治区日喀则市仁布县下辖的一个乡镇级行政单位。

## 行政区划
姆乡下辖以下地区：
苦龙普村、详巴村、司马村、吉村、库龙达村和江新村。